# Le Grand Refrain

Le Grand Refrain est un film musical français réalisé par Yves Mirande et supervisé par Robert Siodmak, sorti en 1936.

## Synopsis
Charles Panard est un compositeur de talent qui se trouve dans la misère et ne parvient pas a s'imposer malgré des efforts assidus. Il finit par se retrouver sans la moindre ressource alors que sa petite amie parvient à faire commanditer son opérette en lançant le bruit qu'il s'est suicidé. Finalement, il remportera un succès triomphal avec sa fameuse opérette.

## Fiche technique
- Réalisation : Yves Mirande, assisté de Jean-Pierre Feydeau
- Scénario et dialogues : Yves Mirande, Arnold Lipp
- Photographie : Harry Stradling Sr.
- Montage : Jacques Grassi
- Musique : Werner R. Heymann
- Décors : Robert Gys, Eugène Lourié
- Son : Marcel Courmes
- Producteur : Yves Mirande
- Société de production : Metropa Films
- Pays d'origine :  France
- Durée : 98 minutes
- Date de sortie : 
  - France, 18 septembre 1936

## Distribution
- Fernand Gravey : Charles Panard, un compositeur de talent qui ne parvient pas à se faire connaître
- Jacqueline Francell : Yvette Leclerc, sa petite amie qui parvient enfin à faire commanditer son opérette en faisant courir le bruit qu'il s'est suicidé
- André Alerme : André Davin, un éditeur de musique
- Gabriel Signoret : le marquis de Barfleur, qu'Yvette parvient à persuader de commanditer l'opérette de Charles
- Jean Tissier : le metteur en scène
- Raymond Aimos : le clochard
- Jeanne Aubert : Léone de Vinci
- Jacques Beauvais : un spectateur
- Georges Bever : l'assistant au studio
- Lucien Callamand : le barman
- Maurice de Canonge
- Cécile Lemaire : la capitaine des girls
- Thomas Alcaïde : le ténor
- Les Comedians Harmonists